# Мальцев, Андрей Прокофьевич
Андрей Прокофьевич Мальцев (7 ноября 1900, д. Кожевниково, Томская губерния, Российская империя — 12 мая 1964, Запорожье, УССР, СССР) — советский военачальник, полковник (27.06.1942).

## Биография
Родился 7 ноября 1900 года в ныне упраздненной деревне Кожевниково, располагавшаяся на территории нынешнего Тальского сельского поселения Юргинского района Кемеровской области. Русский. Окончил 7 классов сельской церковно-приходской и Томской городской школ. С апреля 1914 года работал на мукомольной фабрике Фуксмана в Томске, а с сентября 1915 года — формовщиком на кирпичном заводе в Смоленске.

### Военная служба

#### Гражданская война
21 декабря 1917 года вступил в Смоленске в добровольческий батальон Красной гвардии, затем в Смоленский железнодорожный кавалерийский дивизион и служил в нем рядовым бойцом, пом. командира и командиром взвода. В апреле 1918 года дивизион влился в 35-й Егорлыкский кавалерийский полк и в его составе командиром взвода, пом. командира и командиром эскадрона воевал всю войну (с января 1919 г. — в 6-й кавалерийской дивизии). Участвовал в боях с белоказаками и войсками генерала А. И. Деникина в Ставропольской губернии, под Царицыном и в Донской области. Летом 1920 года полк и дивизия в составе 1-й Конной армии сражались с белополяками на Юго-Западном фронте, затем вели бои с войсками генерала П. Н. Врангеля в Северной Таврии и в Крыму. Дважды в 1919—1920 гг. был ранен (под Перекопом и Егорлыкской). С марта 1921 года Мальцев учился на Омских кавалерийских курсах, переименованных затем в 3-ю кавалерийскую школу СибВО.

#### Межвоенные годы
В августе 1923 года окончил указанную школу и служил в прежнем 35-м Егорлыкском кавалерийском полку 6-й Чонгарской кавалерийской дивизии ЗапВО командиром отделения, помощником командира и командиром взвода, помощником командира и врид командира эскадрона. С марта 1926 года командовал эскадроном в 75-м кавалерийском полку, а с октября — отдельным полуэскадроном связи 5-й отдельной Кубанской кавалерийской бригады СибВО (ст. Даурия). В октябре 1927 года переведен командиром эскадрона в 73-й кавалерийский полк этой же бригады. С 15 июня 1929 по 5 января 1930 года командиром эскадрона и начальником штаба этого полка участвовал в боях на КВЖД (в районе Чжалайнор), за что был награжден золотыми часами (приказ НКО № 40-1931 г.). С 30 октября 1930 года по 29 мая 1931 года находился на учебе на кавалерийских УКС РККА в городе Новочеркасск, затем вернулся на прежнюю должность. Член ВКП(б) с 1930 года. С октября 1931 года исполнял должность начальника полковой школы 75-го кавалерийского полка в составе 15-й кавалерийской дивизии. В мае 1936 года в той же дивизии назначен помощником командира вновь сформированного 90-го кавалерийского полка. С июня 1938 года исполнял должность помощника командира 7-го запасного кавалерийского ЗабВО, переименованного затем в 21-й запасной. С января 1940 года был преподавателем войскового хозяйства в Ярославском военно-хозяйственном училище, с июля — помощника начальника по МТО Рязанского пехотного училища. 21 апреля 1941 года назначен начальником снабжения 46-й танковой дивизии 21-го механизированного корпуса.

#### Великая Отечественная война
С началом войны 23 июня 1941 года дивизия в составе корпуса убыла на и участвовал в приграничном сражении в районе Двинска, Опочки и Новоржева. С 22 июля по 13 августа находился по ранению в Коммунистическом госпитале в Москве, затем был назначен командиром 1089-го стрелкового полка формировавшейся в городе Горький 322-й стрелковой дивизии. С 23 октября дивизия была передана в состав 10-й резервной армии. В период с 27 октября по 11 ноября 1941 года она была передислоцирована на ст. Кузнецк Пензенской области, а оттуда к 29 ноября — в район ст. Рыбное Рязанской области, где вошла в состав 10-й армии Западного фронта. В начале декабря она совершила марш в городе Коломна, а к 5 декабря сосредоточилась в районе города Зарайск. С 6 декабря 1941 года ее части в составе той же армии участвовали в Тульской наступательной операции. 9 декабря они освободили город Венёв, а 19 декабря перерезали ж. д. Тула — Орёл. К 26 декабря дивизия вышла на восточный берег реки Ока у города Белёв. В последующем в ходе Калужской наступательной операции ее части 31 декабря освободили г. Белёв и с 10 января 1942 года перешли к обороне. С 30 января она была передана 16-й армии и участвовала в Ржевско-Вяземской наступательной операции (на левом фланге армии восточнее Жиздры).
С 17 февраля 1942 года исполнял должность заместителя командира 4-й гвардейской кавалерийской дивизии 2-го гвардейского кавалерийского корпуса, а в начале апреля переведен на ту же должность в 5-ю гвардейскую стрелковую дивизию 43-й армии. «Вступив во временное командование дивизией, тов. Мальцев, несмотря на ежедневные атаки с воздуха, под сильным артиллерийским огнем и минометным лично бывал в частях дивизии, организовал хорошо продуманную оборону и взаимодействие с соседями, благодаря чего 23 апреля 1942 года под его руководством части дивизии отбили сильную атаку превосходящих сил противника, нанеся ему большой урон в живой силе и технике, тем самым обеспечили взятие Красной Горки и дер. Красный Октябрь» (из наградного листа).
23 мая 1942 года был допущен к командованию 352-й стрелковой дивизией, которая в составе 5-й армии находилась в обороне в районе Гжатска. 4 февраля 1943 года освобожден от командования и зачислен в резерв фронта, затем в том же месяце назначен командиром 4-й отдельной стрелковой бригады и воевал с ней в 16-й и 50-й армиях. В составе последней в марте участвовал в Ржевско-Вяземской наступательной операции 1943 года В июне на базе этой и 125-й стрелковых бригад была сформирована 212-я стрелковая дивизия, а полковник Мальцев утвержден ее командиром. В июле ее части в составе той же 50-й армии участвовали в Курской битве, Орловской наступательной операции. Форсировав реку Жиздра, они прорвали оборону немцев, продвинулись на 12-15 км, после чего перешли к обороне. С 9 августа дивизия перешла в подчинение 10-й армии Западного фронта и участвовала в Смоленской, Смоленско-Рославльской наступательных операциях, в освобождении городов Рославль и Кричев. С выходом на восточный берег реки Проня она перешла к обороне, затем выведена в резерв 10-й армии. Приказом ВГК от 30.09.1943 ей было присвоено наименование «Кричевская», а ее командир Мальцев за эти бои награжден орденом Красного Знамени.
В декабре 1943 года освобожден от командования и в феврале 1944 года командирован на КУВНАС при Высшей военной академии им. К. Е. Ворошилова, а после их окончания в мае зачислен слушателем основного курса. В январе 1945 года окончил ее и убыл в распоряжение Военного совета 3-го Белорусского фронта, где был назначен заместителем командира 71-го стрелкового корпуса 31-й армии. С 29 января 1945 года допущен к исполнению должности командира 88-й стрелковой Витебской Краснознаменной ордена Суворова дивизии. Участвовал с ней в Восточно-Прусской, Инстербургско-Кёнигсбергской наступательных операциях, в уничтожении хейльсбергской группировки противника в Восточной Пруссии. В конце февраля отстранен от командования и 2 апреля назначен заместителем командира 50-й гвардейской стрелковой Сталинской дважды Краснознаменной ордена Суворова дивизии. На заключительном этапе войны в апреле — мае она участвовала в Берлинской и Пражской наступательных операциях.
За время войны комдив Мальцев был один раз персонально упомянут в благодарственных в приказах Верховного Главнокомандующего.

#### Послевоенное время
После войны продолжал служить в той же дивизии в Барановичском ВО, а с марта 1946 года — БВО. С июля по ноябрь 1947 года состоял в распоряжении командующего войсками округа, затем был назначен руководителем тактики Объединенных КУОС Таврического ВО. 11 июня 1949 года отстранен от должности и зачислен в распоряжение командующего войсками округа, затем с сентября исполнял обязанности старшего преподавателя военной кафедры Запорожского института сельскохозяйственного машиностроения. 18 июля 1953 года гвардии полковник Мальцев уволен в запас.

## Награды
- орден Ленина (21.02.1945)[5][6]
- четыре ордена Красного Знамени (30.01.1943[7], 07.03.1944[8], 03.11.1944[6][9], 15.11.1950[6])
- орден Кутузова 2-й степени (25.05.1945)[10]
  - медали в том числе:
  - «XX лет Рабоче-Крестьянской Красной Армии» (1938)[10]
  - «За оборону Москвы» (1944)
  - «За победу над Германией в Великой Отечественной войне 1941—1945 гг.» (1945)
  - «За взятие Кёнигсберга» (28.10.1945)[11]
  - «За взятие Берлина» (1945)

Приказы (благодарности) Верховного Главнокомандующего в которых отмечен А. П. Мальцев.
- За форсирование реки Сож и овладением города Кричев — важным опорным пунктом и железнодорожным узлом противника на могилевском направлении. 30 сентября 1943 года № 28